# Par-dessus bord
Pour la pièce de théâtre de Michel Vinaver, voir Par-dessus bord (Vinaver).
Par-dessus bord (Decked) est un roman de Carol Higgins Clark, publié en 1992. C'est dans ce livre qu'apparaît pour la première fois le personnage de Regan Reilly, enquêtrice, qui revient par la suite dans dix autres romans de l'auteur. 

## Résumé
Regan Reilly, détective, se rend à la réunion des anciennes du pensionnat de St. Polycarp, dans le manoir de la vieille excentrique lady Exner. Le soir de la réunion, le corps d’Athena Popoulos, héritière grecque disparue dix ans plus tôt alors qu'elles étaient toutes deux pensionnaires, est retrouvé dans un bois près du manoir. L'enquête se poursuivra sur le Queen Guinevere, un paquebot de croisière.